# Cupressus sempervirens
O cipreste-italiano (Cupressus sempervirens L.; Cupressaceae), também designado como cedro-bastardo, cipreste, cipreste-comum, cipreste-de-itália, cipreste-do-mediterrâneo, cipreste-mediterrânico e cipreste-piramidal,  é uma árvore nativa do Sul da Europa (Mediterrâneo oriental, Sudeste da Grécia – especialmente Creta e Rodes) e do Sudoeste da Ásia (Nordeste da Líbia, Sul da Turquia, Chipre, Síria ocidental e Líbano – além de uma população disjunta no Irão), que chega a medir 45 m, com copa estreita e esguia, ramos nivelados, raminhos pendulosos e ramificações terminais lineares. É uma espécie de grande longevidade e de folha persistente (como se depreende do seu nome científico sempervirens, que quer dizer «sempre verde») - sabe-se que alguns chegam a viver mais de um milênio.
Tem sido utilizado como símbolo recorrente da tristeza, da melancolia e da morte ou vida eterna. Não obstante, mantém-se como uma árvore particularmente apreciada para fins decorativos. A sua madeira aromática já era utilizada pelos egípcios, na construção de sarcófagos. Os gregos apreciavam a homogeneidade da madeira para fabricar móveis. Na Idade Média era utilizado para fazer arcas.

## Resistência a incêndios florestais
O cipreste-mediterrânico é muito resistente ao fogo e pode ser usado como barreira para os incêndios que afetam a região mediterrânea.
Os testes em folhas e ramos de ciprestes vivos revelaram um elemento-chave: o seu alto teor de umidade (que variou de 84% a 96%) durante o período de Verão, o que faz com que resistam mais a uma queimada.